# Halliburton
Halliburton — американська компанія, що надає сервісні послуги у нафто- та газовидобувній галузях.
Компанія виробляє обладнання для буріння свердловин, здійснює обслуговування трубопроводів, резервуарних парків, розробляє IT-рішення для галузі. Має 60 тисяч співробітників у 70 країнах.

## Історія компанії
Компанія була заснована в 1919 році молодим і безробітним Ерлом Палмером Халлібартоном, фахівцем з цементування свердловин. Взявши напрокат вантажівку, декілька биків і насос, Ерл найняв бригаду робітників і побудував дерев'яний цементувальний змішувач. З ним він і розпочав свій нафтовий бізнес у Данкані (Оклахома, США).
До наступного, 1920 року, Халлібартон придбав і поставив до ладу вже 3 машини, запатентував цементувальний змішувач «Джет Міксер» і розширив свій бізнес, працюючи вже на 500 свердловинах в Техасі та Оклахомі.
- 1 липня 1924 компанію було названо «Halliburton Oil Well Cementing Company» (HOWCO). До цього моменту в ній працювало близько 60 співробітників.
- У 1930-х роках Халлібартон заснував дослідні лабораторії, де інженери-хіміки тестували і змішували види цементу. Крім того, почалося велике дослідження кислот, що застосовуються при розщепленні підземних пластів і сприяють підвищенню нафто-і газовіддачі пласта. У ці ж роки компанія виконує перші морські роботи та цементує свою першу морську свердловину на спеціальній баржі з цементувальним агрегатом. Перші роботи проводилися в Мексиканській затоці. Це поклало початок широкому використанню цементування свердловин у нафтовій промисловості.
- У 1926 році компанія продала 5 цементувальних агрегатів британській компанії в Бірмі, почавши таким чином операції в східній півкулі. В цей же час Ерл за допомогою своїх братів відкриває філії в Канаді, в провінції Альберта.
- У 1940 році «Halliburton» з'являється у Венесуелі.
- До 1946 року компанія відкриває філіали в Еквадорі, Колумбії, Перу, країнах Середнього Сходу.
- У 1949 році почалися роботи по гідророзриву пластів, після придбання ліцензії на цей вид діяльності.
- У 1951 році «Halliburton» відкриває перший європейський філіал в Італії («Halliburton Italiana SpA.»), Потім — у Німеччині («Halliburton Company Germany GmbH»), а ще через кілька років почав операції в Аргентині і відкрив відділення в Англії.
- У 1952 році компанія продала свій підрозділ, що займався виробництвом дорожніх сумок і валіз (зокрема відомих алюмініємих кейсів), до Zero Corporation.
- У 1980-х роках компанія стала працювати в Китаї і стала першою американською організацією, яка почала операції на китайських родовищах нафти.
- 1991 рік — відкриття офісу в Росії, в Москві, початок операцій у Західному Сибіру.
- 2009 рік — відкриття офісу в Україні, в Києві.

## Сьогодення
Компанія поділяє діяльність за географічною ознакою: у Східній та Західній півкулях, і пропонує сервісні послуги в кількох областях нафтової галузі: глушіння свердловин, буріння свердловин, обслуговування трубопроводів, резервуарних парків, розробка IT-рішень для галузі, оцінка.
«Halliburton» є одним з провідних постачальників енергетичних послуг в нафтовій галузі. Компанія як і раніше пропонує послуги у розвідці, розробці та виробництві. Крім того, компанія продовжує розвиток по всьому світу, і лише за 2008 рік найняла 14 000 осіб, понад 90 % з яких — місцеве населення.
У 2016 р. Держслужба геології і надр України затвердила проект по електронному представленню геоінформації в Україні, співвиконавцем якого буде компанія Halliburton.
Після повномасштабного вторгнення РФ до України компанія заявила про вихід з ринку РФ, але як стало відомо 2023 року, компанія продовжила постачати обладнання до Росії.